# دومينغوس جبريل ويسينويسكي
دومينغوس جبريل ويسينويسكي (بالبرتغالية: Domingos Gabriel Wisniewski؛ بالبولندية: Domingos Gabriel Wisniewski) هو عالم عقيدة وأستاذ جامعي بولندي وبرازيلي، ولد في 2 مارس 1928 في ريو غراندي دو سول في البرازيل، وتوفي في 21 يوليو 2010 في لوندرينا في البرازيل.